# Бурганский, Алексей Михайлович
Алексей Михайлович Бурганский (1 марта 1917, Голенек, Тверская губерния — 14 октября 1984, Балахна, Горьковская область) — командир орудийного расчёта 46-го гвардейского артиллерийского полка гвардии старший сержант — на момент представления к награждению орденом Славы 1-й степени.

## Биография
Родился 1 марта 1917 года в деревне Голенёк Осташковского района Тверской области. Окончил 4 класса. В семье Яковлевых было несколько сыновей, в школе, что бы их отличать каждому дали прозвища, которые стали потом фамилиями. Так Яковлев стал Бурганским. С ранних лет трудился пастухом в колхозе, затем работал на сетевязальной фабрике в городе Осташков.
В октябре 1939 году Осташковским райвоенкоматом был призван в Красную Армию. Служил в артиллерийском полку ездовым, затем командиром отделения тяги. Самостоятельно освоил другие артиллерийские специальности — заряжающего, наводчика. 19 июня часть, в которой служил Бурганский, была переброшена под город Либаву. Участник Великой Отечественной войны с первых дней. С батареей выходил из окружения, отступал с боями на восток — Полоцк, Невель, Великие Луки. В одном из боёв картечью сбил вражеский самолёт, о чём писала армейская газета. Под Тихвином при отражении танковой атаки сержант Бурганский был ранен.
После госпиталя в декабре 1941 года был направлен в другую часть — 147-ю стрелковую дивизию. В составе артиллерийского полка этой дивизии прошёл до конца войны. Принимал участие в тяжелейших боях под Ржевом, прямой наводкой расчёт Бурганского подбил три танка и уничтожил несколько пулемётных точек. В этом бою был ранен, награждён орденом Красной Звезды.
В 1943 году, уже на Южном фронте артиллерист Бурганский заслужил вторую награду — орден Отечественной войны 2-й степени. 22 февраля 1944 года в бою на северной окраине города Кривой Рог под обстрелом противника гвардии старший сержант Бурганский с расчётом метким огнём уничтожил зенитное орудие, 2 пулемётные точки, 3 повозки с имуществом и свыше 10 вражеских солдат. Приказом командира 20-й гвардейской стрелковой дивизии от 6 марта 1944 года гвардии старший сержант Бурганский Алексей Михайлович награждён орденом Славы 3-й степени.
20-26 июля 1944 года при прорыве обороны противника у села Сарата Резешь гвардии старший сержант Бурганский вместе с бойцами при прямой наводкой подавил 3 пулемётные точки, поджёг бронемашину, подбил 2 повозки, поразил до взвода противников. Приказом от 31 октября 1944 года гвардии старший сержант Бурганский Алексей Михайлович награждён орденом Славы 2-й степени.
1-9 декабря 1944 года в боях западнее города Печ гвардии старший сержант Бурганский, командуя расчётом, огнём с открытой позиции подбил танк, 2 бронетранспортёра, накрыл 2 пулемётные точки, 10 повозок с имуществом, истребил много солдат и офицеров противника. Указом Президиума Верховного Совета СССР от 24 марта 1945 года за мужество, отвагу и бесстрашие, проявленные в боях с вражескими захватчиками младший сержант Бурганский Алексей Михайлович награждён орденом Славы 1-й степени. Стал полным кавалером ордена Славы.
В июне 1945 года он принимал участие в Параде Победы на Красной площади в Москве. В 1945 году старшина Бурганский был демобилизован. Жил в городе Балахна Горьковской области. Трудился составителем поездов, мастером на картонной фабрике. Скончался 14 октября 1984 года. Похоронен на Пырском кладбище города Балахна.
Награждён орденами Отечественной войны 2-й степени, Красной Звезды, Славы 3-х степеней, медалями. В городе Балахна на доме, в котором жил Бурганский, установлена мемориальная доска.